# 金森久雄
金森 久雄（かなもり ひさお、1924年4月5日 - 2018年9月15日）は、日本の経済官僚・経済評論家。

## 来歴・人物
1924年 、岡田内閣の法制局長官、第1次吉田内閣の憲法担当国務大臣を務めた 金森徳次郎の子として東京都に生まれる。弟金森博雄は地震学者。
1937年、東京高等師範学校附属小学校（現・筑波大学附属小学校）卒業、同級生に柳谷謙介（外務事務次官）がいた。1942年、東京高等師範学校附属中学校（現・筑波大学附属中学校・高等学校）卒業する。昆虫採集に夢中になり、水泳、剣道、相撲もやったが上達しないので、将棋に没頭した。大川周明の『日本二千六百年史』、福澤諭吉の『福翁自伝』、斎藤茂吉『万葉秀歌』に感銘、張遷碑の書を習う。旧制高校時代は山岳部で、ゲーテが一生の愛読書となった。
1945年に 浦和高等学校(旧制)卒業、東京大学法学部では、シュンペーターに師事した中山伊知郎、舞出長五郎、東畑精一を受講する。
1948年 、商工省（現経済産業省）へ入省する。同期入省者は、矢野俊比古（通産事務次官、のち参議院議員）、天谷直弘（通産審議官）、岸田文武、熊谷善二（特許庁長官）、生田豊朗（日本エネルギー経済研究所理事長）など。
中小企業庁で中小企業のために働きたいと考えていたが、調査統計局調査課へ回され、一生調査を仕事とするきっかけになる。「天丼でも一杯目はうまいが、二杯、三杯になるにしたがって嫌になるのが限界効用逓減の法則」という舞出長五郎の言葉や、「天気は一日ごとにそう変わるものではないから、明日は今日のごとしと言っておくのがいいだろう。」という東畑精一の言葉を景気予測するときに応用した。
1953年 にケインズの乗数を初めて経済分析に用いた「特需と日本経済」を発表、1956年 に外貨を安定成長のためのバッファーとして使うべきという「外貨バッファー論」を発表する。日本生産性本部の海外視察で、完全雇用の経済までは、財政・金融政策を使ってケインズ的有効需要政策を行い、それが達成されたら新古典派経済学のプライス・メカニズムを活用すれば良いというサミュエルソンの『経済学』に感銘を受ける。また、米国でレオンチェフが統計を元に経済を数理的に分析するエコノメトリクスで、ポール・ダグラスが労働と資本の統計を「使って、ポール・ダグラスが労働生産性と資本生産性を分析しているのを知り、大蔵省へ聞きに行くなどして研究、エコノミスト誌の懸賞論文に応募、一回目が佳作、二回目の『我が国将来の産業構造』で一等なしの二等となる。
1957年 、経済安定本部経済計画室で朝鮮戦争後の特需の経済効果分析をする頃から、ケインズ経済学に熱を入れるようになる。
下村治の国際収支の赤字が在庫の増加による一時的な心配という考えと、後藤譽之助の輸入急増の原因を国際所得の伸び、国際収支のバランス回復のため、国民所得を切り下げるという日本経済の成長と循環をめぐる論争がきっかけとなり、成長志向を強めた。
オックスフォード大学で、ケインズは『雇用・利子および貨幣の一般理論』がなくても、『貨幣論』で経済史に名を残したというハロッドの考えに感銘、数学を背景に比較生産費説を示そうと、日本の輸出構成を世界の輸出構成で割り、係数をだす「特化係数」を考え、経済評論に発表する。
転型期論を生み出した堀比呂志と連名論文を出すが、1963年に速やかな技術革新を伴う経済の高成長は、新輸出商品を生み出したり、賃金上昇を上回る労働生産性の上昇を引き起こすことにより、国際収支の天井を高める効果が大きいという「経済成長と国際収支」を報告して、高い成長は輸入を減らし、国際収支を悪化させる通説を牽制、転型期論に修正の必要ができて高成長派になる。
1964年に国際収支の赤字を理由に為替制限ができない IMF8条国へ移行すると、日本が自由化という世界経済の流れに従い、それを促進することが、日本にとって利益であると論文を発表、宮澤喜一や小宮隆太郎からも好評を得た。東京五輪後の不景気に関して、経済同友会の構造不況論に対して、日本経済の有効需要不足と分析した。
経済企画庁内国調査課長、経済企画庁経済研究所次長、大来佐武郎の後任として日本経済研究センター理事長を経て、同会長を務める。ケインズの弟子であるハロッドの経済成長理論、設備投資の動向に注目するようになり、米国ブルッキングス研究所と、米国、ドイツ、日本による機関車論を共同研究したが、翌1977年のロンドンサミットで米国から提案されたのを見て、米国政府とシンクタンクの関係に驚いた。理事長、会長として日本経済研究センターへ出向して研究をしていた嶋中雄二、三橋規宏、平塚宗臣（あさひ銀行）、桝本晃章（東京電力副社長）などを指導した。
2000年から2005年まで景気循環学会会長。日本経済研究センター顧問。1987年『男の選択』で日本エッセイストクラブ賞受賞。日本国際フォーラム最高参与 兼政策委員。

## 経済政策に関する考え方
- 知的な好奇心から実用的な経済学を学びたい人には、事実を統計的にはっきりつかむことと、そうした統計的事実がなぜ起きたかを自分の頭で考えてみることを勧めている。既成の理論を機械的に当てはめるだけでは役に立たないと気付いて、自分で理論を作り出したという点で高橋亀吉にいちばん教えられ、最も共感するエコノミストという[13]。
- オックスフォード大学の恩師・ハロッドの「物理学や化学では基礎的な勉強をしないとわからないのに、経済学では向こう見ずの素人が勝手なことを言う」という嘆きに賛同し、基礎的な経済学の本を一冊勉強する必要があり、サミュエルソンの『経済学』を薦めている[14]。
- 池田内閣の所得倍増計画が表看板になったのは、池田勇人首相の並々ならぬ熱意と下村治の着眼、大来佐武郎の手腕によるものと評価している[15]。
- 安定成長論者の福田赳夫蔵相が、秘書官時代に仕えた高橋是清の不況脱出に学び、公共事業、財政投融資、国債発行を推進したことを意外に思いながら共感した[16]。
- 小倉武一が米価審議会委員長の時に委員を務めたが、農業団体が米価の値上げだけを強調したことが、日本の農業問題の解決を困難にしたとしている[17]。
- 所得政策に関して、桜田武は賃上げの心配をしたが、賃金と生産性のバランスを考え、賃金と物価の所得政策というマクロ政策以外の政策でカバーする、米国トービンの理論を支持した[17]。
- 田中角栄内閣の日本列島改造論が頓挫したのは、

1. 日本経済に少し疲れが出ていて、改造論が意図したような大きな変革にならなかった。
2. 財政拡大による物価の上昇
3. 予想しなかったオイルショックによる石油価格の大幅な引き上げ、石油供給の制限
4. 立花隆の『田中角栄研究』で明らかになった田中角栄首相の金権体質に対する国民の怒り

と分析している。
- プラザ合意翌年の1985年に国際協調のための経済構造調整研究会が纏めた前川リポートが打ち出した、経常収支の黒字不均衡の縮小、内需主導型経済への転換、貯蓄優遇制度廃止、労働時間短縮も関して、バブル経済の元となった批判もあるが、国内の引き締めが強すぎて需要が停滞するので、国内需要拡大政策への転換は当然と考えた[19]。
- 宮崎義一の複合不況論に関して、資産価格の下落が激しく、不況がひどく感じられ、回復に時間がかかるという指摘は評価できるが、デフレの影響について、年に2%の下落がマイナスの影響について、消費者物価の下落が消費者の実質的購買力の上昇に繋がる場合もあるのと、資産価格の下落があれほど激しいものになったかの説明が不十分と述べている[20]。
- 2002年以降の経済回復は、中国と米国の好況で日本に対する需要が増し、設備投資と技術革新、過剰設備の調整、消費性向の上昇と分析した[21]。
- 小泉純一郎内閣の構造不況論について、長期的な観点から政府機関の民営化を進めるのがいいが、それが構造改革の遅れが不況の原因とは考えられず、日本企業の投資意欲の衰え、終身雇用など日本経済の停滞の原因といった意見に対して、最大の理由は財政赤字を心配して、税を上げたり、公共支出を抑えたためと考えていた[21]。
- ケインズ政策が時代遅れの意見に関して、公共投資と補正予算で増やしても、ちょっと景気が回復すると、財政赤字を心配して、すぐ縮小することが本当の原因としている[21]。

## 著書
- 『日本の貿易　経済教室』至誠堂 1961
- 『経済成長の話』日経文庫 1962
- 『日本経済の常識』至誠堂新書 1965
- 『日本経済をどうみるか 新しい経済学への道』日本経済新聞社・日経新書 1967
- 『力強い太陽 日本経済の高成長力』ダイヤモンド社 1968
- 『日本経済の新次元』日本経済新聞社 1972
- 『成長活用の経済 成長なくして福祉なし』東洋経済新報社・東経選書 1975
- 『入門日本経済 これからの経済を考える』中央経済社 1977
- 『景気予測入門 構造変化をどうとらえるか』日本経済新聞社 1977
- 『金森久雄の日本経済講義』日本経済新聞社 1979
- 『経済を見る眼 エコノミスト入門』東洋経済新報社・東経選書 1980、新潮文庫 1986
- 『日本経済の見方』中央経済社 1981
- 『日本経済の基礎知識』中央経済社 1982
- 『景気の秘密 経済社会のドラマを探る』潮文社 1982
- 『日本の景気予測』中央経済社 1982
- 『83年日本経済の見どころ 90分解説』日本経済新聞社 1983
- 『白書で読む日本経済論』PHP研究所 1983
- 『ダイナミクス・日本経済 21世紀へむけて』中央経済社 1985
- 『体験戦後経済』東洋経済新報社 1985
- 『男の選択』日本経済新聞社 1987
- 『日本経済二十一世紀 5%成長の条件』ダイヤモンド社 1988
- 『景気への挑戦 変動か循環か!?』実業之日本社 1990
- 『地球時代の日本経済』文藝春秋 1991
- 『興亡世界経済 明日の覇者はどこか』中央経済社 1994
- 『金森久雄集 現代エコノミスト選集 日本経済の50年』NTT出版 1994
- 『わたしの戦後経済史 エコノミストの50年』東洋経済新報社 1995
- 『嘆きの評論家』NTT出版 1995
- 『新入門日本経済 これからの経済を考える』中央経済社 1996
- 『大経済学者に学べ』東洋経済新報社 1997
- 『エコノミストの腕前 私の履歴書』日本経済新聞社 2005

### 翻訳
- ヤン・ティンバーゲン『所得分配論』川勝昭平共訳 日本経済新聞社 1977

### 共編著
- 『日本経済の変動と予測』 日本経済新聞社 1969
- 『経済大国"にっぽん" 5年後の規模と中身を予測する』日本経済研究センター共著 日本経済新聞社 1970
- 『貿易と国際収支』 日本経済新聞社 (リーディングス・日本経済論) 1970
- 『有斐閣経済辞典』中山伊知郎・荒憲治郎共編 有斐閣 1971
- 『図説 日本経済の将来』日本経済研究センター共編 日本経済新聞社 1971
- 『経済用語辞典』 東洋経済新報社 1972
- 『世界を動かす日本経済 1980年-多極化と日本の役割』関口末夫,日本経済研究センター共編著 日本経済新聞社 1972
- 『日本経済読本』香西泰共編 東洋経済新報社 1973
- 『日米経済の将来』日本経済研究センター共編 日本経済新聞社・日経ビジュアル・ブックス 1973
- 『社会契約への道 多元的物価政策』西嶋周二共編 毎日新聞社 エコノミスト選書 1975
- 『図説 世界経済の将来』日本経済研究センター共編 日本経済新聞社 1975
- 『図説 日本経済の将来』日本経済研究センター共編 日本経済新聞社 1975
- 『経済学基本用語辞典』日経文庫 1980
- 『日本経済と地方分権 <地方の時代>の条件を問う』 日本経済新聞社 1980
- 『図説世界と日本経済』日本経済研究センター共編 日本経済新聞社 1980
- 『講座日本経済』中央経済社 1982
- 『世界経済再生への道 試練の'80年代を読む』日本経済研究センター共編 日本経済新聞社 1982
- 『「国際経済国家」にっぽん 1990年の見通し』和田純共編 日本経済新聞社 1983
- 『日本経済-大転換の時代』日本経済研究センター共編 日本経済新聞社 1984
- 『日米経済関係 石油・エネルギー・貿易』加藤寛共編著 慶応通信国際コミュニケーション日米共同プロジェクト 1984
- 『日本経済 大変動の時代』日本経済研究センター共編 日本経済新聞社 1985
- 『ゴルバチョフ改革 ソ連の経済と対外関係はどう変わるか』小川和男共著 時事通信社 1986
- 『マイクロエレクトロニクス革命 日本経済への衝撃』西岡幸一共著 東洋経済新報社 1986
- 『イノベーションと産業構造 2000年への新潮流』日本経済研究センター共編 日本経済新聞社 1987
- 『戦後経済の軌跡 再論・経済白書』 中央経済社 1990
- 『高齢化社会の経済学』伊部英男共編 東京大学出版会 1990
- 『景気の読み方』土志田征一共編 有斐閣 1991
- 『新生・日本経済 90年代をデザインする』 日本経済新聞社 1992
- 『揺るぎなき日本経済 長期繁栄のシナリオ』日本経済研究センター共編 日本経済新聞社 1992
- 『ケインズは本当に死んだのか』日本経済研究センター共編 日本経済新聞社 1996
- 『ゼミナール景気循環入門』景気循環学会共編 東洋経済新報社 2002